# Michel Gauquelin
Pour les articles homonymes, voir Gauquelin.
 (janvier 2020).
Si vous disposez d'ouvrages ou d'articles de référence ou si vous connaissez des sites web de qualité traitant du thème abordé ici, merci de compléter l'article en donnant les références utiles à sa vérifiabilité et en les liant à la section « Notes et références ».
Michel Gauquelin (Paris 14e, 13 novembre 1928 - Paris 5e, 6 juin 1991) est un chercheur amateur français. Avec son épouse, il mène à partir le début des années 1950 des études statistiques de l'astrologie.

## Parcours
Michel Gauquelin, après des études de psychologie à la Sorbonne[réf. nécessaire], se consacre à tenter de démontrer la validité de certains fondements de l’astrologie.
Il ne se définit pas comme « astrologue » et se défend de toute pratique de l’astrologie[réf. souhaitée]. Au départ, il cherche d'abord à démontrer l'inanité de l'astrologie en réaction à son père qui dressait des thèmes astraux.[réf. nécessaire]
Avec son épouse, Françoise Schneider-Gauquelin, il se concentre sur l’analyse d’un fondement de la doctrine astrologique qui affirme l’existence d’une corrélation entre la position des astres, le jour de la naissance d’un individu, et le caractère et l’orientation de la destinée de ce dernier. Cette voie de recherche explore l’astrologie, non pour tenter de prouver la connaissance empirique de l’astrologie transmise par la tradition, mais plutôt pour tenter une reformulation de l’astrologie par la science[réf. nécessaire]. 
Un premier compte rendu des travaux des Gauquelin est publié en 1955 dans L’influence des astres dans lequel il commence une analyse critique des travaux de ses prédécesseurs en astrologie statistique comme Paul Choisnard et Karl Ernst Krafft (de). Les conclusions de ce premier ouvrage de synthèse semblaient démontrer que pour un échantillon de personnalités connues pour l’exercice d’une profession donnée, la position des astres dans le ciel se retrouverait dans une distribution qui ne serait pas due au hasard. Dans ces premières études, des positions supposées statistiquement anormales de Mars ont été relevées chez les sportifs, de Jupiter chez les acteurs et de Saturne chez les scientifiques[réf. nécessaire]. 

## Effet Mars
En 1960, ces observations statistiques ont créé une vive polémique, notamment avec la communauté scientifique. Michel Gauquelin a fait alors vérifier ses calculs et ses données par le Comité PARA dont les conclusions sont publiées seize ans plus tard dans le Bulletin du Comité Nouvelles Brèves no 43 de septembre 1976, p. 327-343 sous le titre Considérations critiques sur une recherche faite par M. M. Gauquelin dans le domaine des influences planétaires.
Il y eut accord parfait entre les Gauquelin et le groupe de scientifiques sur l’établissement du protocole de test, aussi bien dans l'échantillonnage que pour le calcul des valeurs et de formules statistiques. Le Comité rejeta toutefois l’interprétation des Gauquelin considérant que le calcul de la distribution théorique de Mars n’était pas suffisamment affermi par les Gauquelin. Michel Gauquelin a marqué son désaccord avec les objections du comité[réf. nécessaire].
En 1982, Michel Gauquelin et Science & Vie demande au Comité Français pour l’Étude des Phénomènes Paranormaux (CFEPP) de prendre en charge une nouvelle expérimentation. Un protocole expérimental est élaboré et un échantillon de 1066 sportifs français est constitué. À nouveau, les résultats ne sont pas à la hauteur de espoir des Gauquelin.
Cette dernière vérification confirme l'inexistence de l’effet Mars de Michel Gauquelin.  Il est statistiquement et rigoureusement démontré que cet effet n'existe pas,.
Michel Gauquelin se suicide le 6 juin 1991. Dans son testament, il demande que l’ensemble des données de ses études soient détruites.
Ces travaux sont repris par des suiveurs dont sa première femme, Françoise Schneider-Gauquelin ou André Barbault[réf. nécessaire].

## Publications
- L'influence des astres, éditions du Dauphin, 1955 (OCLC 492123781)
- Les Hommes et les Astres, Denoël, 1960 (OCLC 11649075)
- L'astrologie devant la science, éditions Planète, 1965 (OCLC 299791668)
- L'hérédité planétaire, notre naissance et l'horloge cosmique, éditions Planète, 1965 (OCLC 717626443)
- La santé et les conditions atmospheriques : la biométéorologie avec Maria Luisa Astaldi, Hachette, 1967 (OCLC 1141544040)
- Les Horloges cosmiques  Denoël, Paris, 1970 (OCLC 37957942)
- 20 tests pour se connaître, avec Françoise Gauquelin, Jacques-Laurent Arnaud et Monique Maynadier, Denoël, Paris, 1972 (OCLC 713986821)
- Les trois faces de l'astrologie, sacrée, profane, scientifique, Retz, 1972 (OCLC 742796479)
- Le dossier des influences cosmiques : caractères et tempéraments, Denoel, Paris, 1973 (OCLC 301757493)

Publications posthumes
- C'est écrit dans les astres, Pardès, Puiseaux, 1992  (ISBN 9782867141010)
- Les personnalités planétaires, Guy Trédaniel, 1992  (ISBN 9782857074922)